# Samisk videregående skole og reindriftsskole

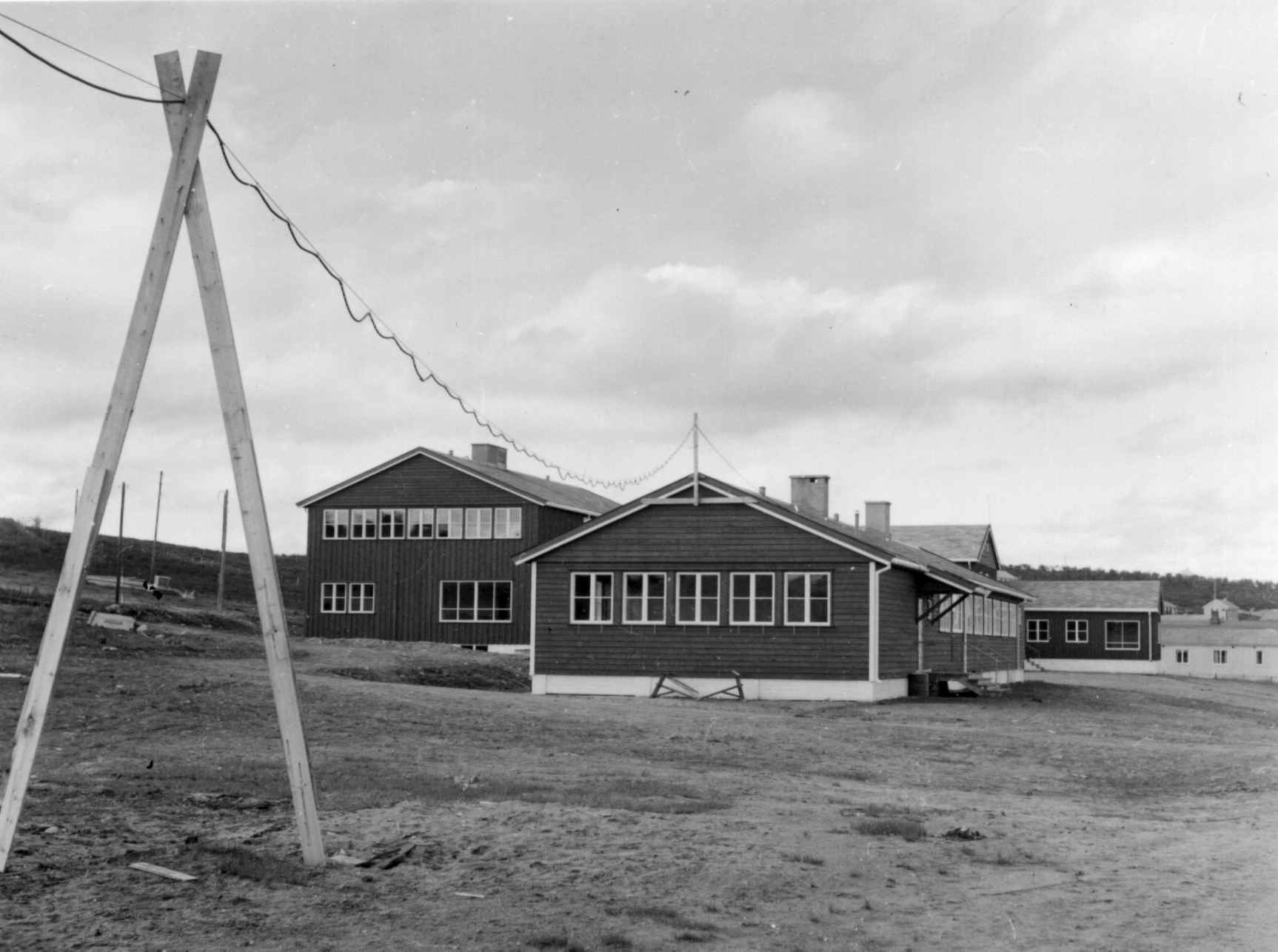
Statens heimyrkesskole for samer, 1960

Samisk videregående skole og reindriftsskole (nordsamiska: Sámi joatkkaskuvla ja boazodoalloskuvlsa) är ett statligt samiskt yrkesgymnasium i Kautokeino i Finnmark fylke i Norge.
Skolan ligger i en kommun med helt dominerande nordsamisktalande befolkning. Den är vid sidan av Samisk videregående skole i Karasjok en av de två yrkesgymnasier i Norge, som bedriver sin undervisning på samiska språk. De båda samiska yrkesgymnasierna i Kautokeino och Karasjok är statliga och har en gemensam styrelse.
Skolan i Kautokeino hade 178 elevplatser 2014/2015 och rekryterar elever också utanför kommunen och Finnmark, inklusive från Sverige och Finland, särskilt beträffande programmen för duodji och renskötsel.
Yrkesutbildning startade 1952 med 15 elever, och år 1953 grundades Statens Heimyrkesskole for samer. Hösten 1960 invigdes skolans första egna lokaler i Kautokeino tätort, liksom en internatbyggnad. I augusti 2024 invigdes en ny kombinerad skol- och teaterbyggnad i Kaunokeino för Samisk videregående skole og reindriftsskole och Beaivváš Sámi Našunálateáhter. Byggnaden kallas Čoarvemátta ("renhorn") och har ritats av Snøhetta, under medverkan av bland andra Joar Nango, och uppförts av Statsbygg.

## Yrkesutbildningslinjer[3]
- Naturbruk med renskötsel
- Hantverk och formgivning, inklusive duodji
- Restaurang- och livsmedelsutbildning, inklusive kock- och servitörsutbildning
- Bygg- och anläggningsteknik, inklusive snickarutbildning
- Teknik- och industriell utbildning

Skolan erbjuder också distansutbildniong i samiska språk till elever i hela Norge.